# Taylorsville (Kentucky)
Taylorsville város az Amerikai Egyesült Államok Kentucky államában, Spencer megyében, melynek megyeszékhelye is. Lakosainak száma 1256 fő (2020. április 1.).

## Népesség
A település népességének változása:

| 2010 | 763   |
| 2020 | 1 256 |